# Obchodník (povídka)
Obchodník (anglicky "The Business Man") je satirická povídka amerického spisovatele Edgara Allana Poea vydaná roku 1840.
Povídka ironicky reaguje na nekalé obchodnické praktiky a představuje koncept člověka, jenž podniká sám za sebe. Za úspěch však považuje i zřejmé selhání.
Vypravěč je v povídce pojmenován (jmenuje se Petr Proffit), což je v krátkých prozaických dílech E. A. Poea nezvyklé.

## Děj
Petr Proffit se pokládá za obchodníka. Za metodického obchodníka, neboť metoda je vším. Ze srdce nenávidí génie a jeho slabomyslní rodiče by z něj jednoho takového málem udělali, když jej poslali do účtárny k člověku, jenž o sobě tvrdil, že je „úctyhodný železář a komisionář.“ Celá tato anabáze skončila za 2 či 3 dny vysokou horečkou a prudkými bolestmi nad čelem - v ústrojí pořádku.
Proffitova matka chce syna etablovat v koloniálu, ten se raději rozhodne opustit domov a uchytit se v nějakém slušném a výnosném povolání. Zdaří se mu hned první pokus, kdy se uplatní v oboru živé krejčovské reklamy. Na různých exponovaných místech předvádí šaty a svému zaměstnavateli, firmě Shmick a Jeto zajišťuje zákazníky. S firmou Shmick a Jeto se nepohodne ohledně proplacení jisté drobné položky a odchází.
Proffit se zařídí jako výrobce soli v očích a skončí ve vězení. Dalším odvětvím podnikání je ubližování na těle. Přesněji ubližování na vlastním těle. V tomto oboru najde Petr slušné uplatnění. Princip spočívá ve vyprovokování útoku na svou osobu a následnou žalobu. Za krátkou dobu obohatí své konto částkou 85 centů čistého. Vzhledem ke křehkosti vlastní tělesné schránky je nucen Proffit opět pozměnit oblast podnikání.
Tím se na několik roků stává blácení. Ometá ulice způsobem, že občan kolem něj projde čistý, jen když mu hodí měďák. Nenechá se nikým ošidit. Vlivem smutných okolností musí práci spojit s psoohazovačstvím. Psisko se vyválí v blátě, čeká u dveří obchodu, než někdo vyjde ven a pak se dotyčnému otře o naleštěné holínky. Petr Proffit - čistič bot - je hned po ruce. Celá kariéra ztroskotala na platových požadavcích psa. Dostával třetinu výdělku, ale někde mu řekli, aby požadoval polovinu, což Proffit nebyl ochoten akceptovat a tak se rozešli.
Flašinetářství spočívá ve vyhrávání v tichých ulicích, dokud nepřiletí ne menší obnos nežli šilink s prosbou o tažení jinam.
Dalším způsobem obživy se po několika měsících nečinnosti stává doručování fingovaných dopisů. Lidé jsou důvěřiví a tak za smyšlené dopisy platí předem a než se doberou podvodu, milý Proffit už dávno zmizel za některým rohem.
Posledním spekulativním podnikáním se stává pěstování koček, jejichž ohony mu poskytují dostačující příjem. Petr objevil metodu, jak vypěstovat i trojí sklizeň ohonů do roka a uvažuje o koupi letního sídla na řece Hudson.

## Analýza
Satirická povídka „Obchodník“ bývá často interpretována jako reflexe Poeových napjatých vztahů se svým otčímem Johnem Allanem - úspěšným obchodníkem. Literární dílo kritizuje obecně obchodníky tvrdíce, že jejich úspěch není dosažen vlastní pílí a disciplínou, nýbrž hrubými praktikami, násilím a egoismem. E. A. Poe zde také předestřel koncept člověka, jenž se vypracuje vlastními silami („self-made man“) a zároveň vyjádřil skepsi, zdali je takový koncept vůbec možný. Stejně jako v další satiře nazvané „Muž, který se rozpadl“ představuje takového muže jako bezvýznamného a neschopného.
V „Obchodníku“ si Poe dělá legraci z pochybné povahy frenologie, tou dobou populární pseudovědy.
Vypravěč Petr Proffit v povídce prohlašuje: „V životopise je pravda to nejdůležitější, o to víc ve vlastním životopise“ , jedná se o ironii vzhledem k tendencím E. A. Poea pozměňovat své vlastní údaje; sám často opomíjel detaily své vojenské kariéry a vymýšlel si příběhy o neuskutečněných cestách do Řecka, Turecka a Ruska.

## Historie vydání
Povídka se původně jmenovala „Peter Pendulum“ a vyšla v časopise Burton's Gentleman's Magazine v únoru 1840. Pod názvem „The Business Man“ vyšla 2. srpna 1845 v čísle magazínu Broadway Journal.

## Česká vydání
Česky vyšla povídka v následujících sbírkách:
- Černý kocour (Mladá fronta (edice Četba pro školy), 1988, číslo 23-010-88, překlad Josef Schwarz, brožovaná, 152 stran, náklad 45 000)[9]
- Na slovíčko s mumií: Grotesky a jiné směšné příběhy (Hynek s.r.o., 1999)[10]
- Předčasný pohřeb a jiné povídky (Mladá fronta, 1970)
- Zrádné srdce: Výbor z díla (Naše vojsko, 1959, překlad Josef Schwarz, vázaná s papírovým přebalem, 676 stran)
- Jáma a kyvadlo a jiné povídky (Dobrovský s.r.o. v edici Omega, 2013, 384 stran)

### Související článek
- Obchod